# ＃金曜やまなし
『#金曜やまなし』（ハッシュタグ きんようやまなし）はNHK甲府放送局製作で、山梨県内向けに、金曜日（月平均3回・年間30回程度）の19:30 - 19:57（または20:42）に放送されている地域情報番組である。
2022年4月から放送を開始。基本的には、山梨県内で起こっている社会の課題や時の話題を甲府放送局の報道スタッフが取材したルポルタージュを中心に、随時総合テレビ・BS1・BSプレミアムなどで山梨県を舞台に放送されたドキュメンタリーや映像アーカイブなどを掘り起こして山梨県の魅力を発信する。
当番組放送開始までは、首都圏放送センターが制作した『首都圏情報 ネタドリ!』をほぼ毎週生放送し、月に1回程度（概ねは第1週）は独自に『ヤマナシQUEST』を生放送していたが、今回の改編で放送回数が大幅に増えたため、『ネタドリ!』の放送は原則として、南関東地域（週により北関東も）において土曜日11:15 - 11:42の枠で行われる再放送枠が初回放送の扱いとなっている（ただし、当番組の放送がないときは『ネタドリ!』を関東4（7）都県と同時に生放送する場合もある）。